# Paperino express
Paperino express (Out of Scale) è un film del 1951 diretto da Jack Hannah. È un cortometraggio animato realizzato, in Technicolor, dalla Walt Disney Productions, uscito negli Stati Uniti il 2 novembre 1951 e distribuito dalla RKO Radio Pictures. A partire dagli anni novanta è più noto come Fuori misura.

## Trama
Paperino dispone nel giardino di casa sua un villaggio in miniatura e si diverte con il suo piccolo treno a girare in loco. Poco dopo però, il papero abbatte un grosso albero, perché lo considera "fuori misura" rispetto ai modelli disposti in giardino; nell'albero abitano Cip e Ciop che tentano immediatamente di riprenderselo. Dopo un inseguimento, i due scoiattoli si nascondono in una delle casette, la trovano accogliente e decidono di stanziarsi temporaneamente lì. Paperino li ritrova e decide di lasciarli abitare nella casetta, ma poi si mette subito a fargli scherzi di ogni tipo; Cip se ne accorge e, distraendo Paperino, ne approfitta con Ciop per recuperare l'albero e posizionarlo in mezzo ai binari. I due scoiattoli propongono a Paperino di far simulare l'albero come una sequoia gigante in miniatura; il papero accetta e si allontana continuando la sua routine in giardino, mentre i due scoiattoli festeggiano allegri sull'albero.

## Distribuzione

### Edizione italiana
Esistono tre doppiaggi italiani del corto. Il primo è stato eseguito nel 1985 per l'inclusione del corto nella VHS Le avventure di Cip e Ciop dell'aprile di quell'anno, mentre il secondo, eseguito nel 1989, per l'inserimento del corto nella riedizione della VHS Le avventure di Cip e Ciop.. Un ultimo ridoppiaggio è stato eseguito negli anni '90 per la trasmissione televisiva e quindi usato in tutte le successive occasioni.

### Edizioni home video

#### VHS
- Le avventure di Cip e Ciop (aprile 1985)[1]
- Le avventure di Cip e Ciop (settembre 1989)[2]
- Il mio eroe Paperino (marzo 2004)

#### DVD
Il cortometraggio è incluso nei DVD Cip & Ciop - Guai in vista e Il mio eroe Paperino.